# Anthony Fiala
Anthony Fiala (Jersey City, 19 de setembro de 1869 – Brooklyn, 8 de abril de 1950) explorador estadunidense.

## Vida e formação
Frequentou a Cooper Union e a National Academy of Design, Nova Iorque. Trabalhou em vários empregos - como designer litográfico, químico, cartunista, chefe do departamento de arte e gravura do periódico Brooklyn Eagle (1894–1899), e correspondente deste jornal enquanto servia como soldado na Guerra Hispano-Americana.
Em 1901 e 1902 acompanhou a expedição polar Baldwin–Ziegler como fotógrafo. De 1903 a 1905 comandou a Expedição Polar Ziegler, enviada por William Ziegler a partir de Tromsø em julho de 1903. Foi alcançada a latitude 82° 4' N, e inspecionou a Terra de Francisco José, mas perdeu seu navio, América na Ilha Rudolfo, não conseguindo alcançar o Polo Norte. Um grupo de ajuda enviado sob William S. Champ encontrou Fiala e seus homens em Cape Dillon, em julho de 1905, e os levou para casa.
Em novembro de 1907 o capitão George Comer estabeleceu com sucesso uma base de provisões no Ártico para a expedição de Fiala em 1908. The New York Times registrou:
O capitão teve sucesso em seu trabalho para a expedição de Fiala, e diz que espera com confiança que os homens sob Fiala, apenas entrando em um dos desvios para o norte e navegando com ele, cheguem ao Polo Norte.
Em 1914 Fiala acompanhou Theodore Roosevelt na Expedição Científica Rondon-Roosevelt em partes até então inexploradas do Brasil. Escreveu Troop "C" in Service (1899) e Fighting the Polar Ice (1906).